# HMS Courageux (1800)
HMS Courageux (1800) — 74-пушечный линейный корабль третьего 
ранга. Третий корабль Королевского флота, названный HMS Courageux. Заложен в октябре 1797 года. Спущен на воду 26 марта 1800 года на королевской верфи в Дептфорде. Был разработан 
сэром Джоном Генсло как один из больших 74-пушечных кораблей. Как большой 74-пушечный, он нес 24-фунтовые пушки на 
верхней орудийной палубе, вместо используемых на обычных 74-пушечных кораблях 18-фунтовых .

## Служба
25 августа 1800 года Courageux принял участие в экспедиции к Ферролю на побережье Испании. Британские войска не встретив сопротивления высадились на небольшом пляже в районе мыса Приор. На рассвете 26 августа было отбито нападение большого испанского отряда. Эта победа, достигнутая со сравнительно небольшими потерями (16 убитых и 68 раненых), дала британцам возможность полностью овладеть высотами Брион и Балон, которые господствовали над городом и гаванью Ферроля. Однако британцы пришли к выводу, что город слишком хорошо укреплен и потому решили отказаться от нападения. В тот же вечер войска вернулись обратно к своим судам .
В ночь с 29 на 30 августа 1800 года корабельные шлюпки с London, Renown, Courageux, Amethyst, Stag, Amelia, Brilliant и Cynthia у мыса Виго атаковали 18-пушечный французский капер Guepe. Французы оказали ожесточенное сопротивление, но потеряв 25 человек убитыми и 40 ранеными через 15 минут были вынуждены сдаться. Британцы потеряли 4 человека убитыми и 20 ранеными. Среди раненых офицеров были и лейтенанты Джон Генри Холмс и Иосиф Норс с Courageux .
21 июня 1803 года Courageux под командованием капитана Бенджамина Хэллоуэлла входил в состав эскадры которая высадила 
войска в Сент-Люсии, чтобы отобрать остров у французов. 22 июня британцы, потеряв 20 человек убитыми и 110 ранеными смогли установить контроль над островом .
3-4 ноября 1805 года принял участие в сражении у мыса Ортегаль между британской эскадрой коммодора Ричарда Страхана и французской эскадрой контр-адмирала Пьера Дюмануара. Французская эскадра состоявшая из 4-х линейных кораблей: Formidable, Scipion, Duguay-Trouin и Mont Blanc представляла собой остатки эскадры адмирала Вильнева, сумевшие во время Трафальгарской битвы избежать уничтожения и ускользнуть на просторы океана. Однако их самостоятельное крейсерство оказалось недолгим. Французская эскадра была перехвачена примерно равной по силе британской эскадрой в составе 4-х линейных кораблей: Caesar, Hero, Courageux, Namur и 4-х фрегатов. После многочасовой погони британцы смогли догнать французскую эскадру и вступили в бой. В результате ожесточенного сражения все четыре французских линейных корабля были вынуждены сдаться. На борту Courageux 1 человек погиб и 13 получили ранения .
С 1814 года в отстое, позже использовался как лазарет. Отправлен на слом и разобран в 1832 году .